# Turbanella otti
Turbanella otti är en djurart som tillhör fylumet bukhårsdjur, och som beskrevs av Schrom in Riedl 1970. Turbanella otti ingår i släktet Turbanella och familjen Turbanellidae. Inga underarter finns listade i Catalogue of Life.